# オルガンアカンプ
オルガン・アカンプ（英語: organ accomp）とは、ドローバーオルガンにおけるトーンホイールオルガンのコントロールの一種。

## 概要
トーンホイールのオルガンの音色は左手パートを伴奏として使うために、8フィートより下の音程がない。これらの音色はオルガンアカンプ1から5まであり、数値が上がるにつれて倍音が足され、次第に明るくなり、音程がわかりやすくなる。オルガンアカンプ1は16フィートのみで、倍音が含まれない。